# Manuel Montesinos Gómiz
Manuel Montesinos y Gómiz (Alicante, 20 de mayo de 1905 – 26 de mayo de 1990) fue un político español. Desempeñó la alcaldía de Alicante entre 1946 y 1949.
Fue alto funcionario de la Diputación por oposición, procurador en Cortes, secretario del Sindicato de Riegos de la Huerta de Alicante, director de la Recaudación provincial ejecutiva y presidente-fundador de la Junta Mayor de Hermandades de la Semana Santa de Alicante.

## Biografía
Hijo de Gabriel Montesinos y Donday, teniente-médico de la Armada Española y presidente del Partido Liberal-Conservador alicantino en su facción maurista y de la hija del alcalde liberal-conservador Manuel Gómiz, apodado «Ansaldo» por ser descendiente de ese linaje.
Estudió en los Maristas de Alicante y en el colegio de los jesuitas de Orihuela, siendo compañero de Pedro Herrero Rubio en ambos, y finalizó el bachillerato en el Instituto de Educación Secundaria de Alicante. En 1923 se alistó en Artillería en Valencia en donde sirvió hasta 1926, licenciándose como alférez. Después fue a Madrid a estudiar Derecho en la Universidad Central de Madrid y tras terminar la carrera, preparó las oposiciones a Letrado de la Diputación Provincial de Alicante que aprobó en 1930, año en el que se casó con Ana M.ª García Mesa. 
En Alicante, tras la proclamación de la II República, la vida se fue complicando para quienes we tenía como desafectos al régimen, como era el caso de Montesinos. En 1933 se afilió a la Confederación Española de Derechas Autónomas (CEDA) y, tras las Elecciones del 16 de febrero de 1936, que dieron la victoria al Frente popular vinieron los incendios de periódicos y sedes sociales de partidos políticos en Alicante, hasta declararse el Estado de guerra el 20 de febrero. En marzo supo que el comisario Gimeno, había dado orden de su captura, e iniciada la guerra civil, permaneció escondido hasta que pudo escapar en el buque de la Armada argentina Tucumán, el 23 de enero de 1937 con destino a Francia. Usó la identidad de su hermano mayor Juan Antonio, quien fue Caballero Custodio de la Santa Faz en la romería de 1921 y que había fallecido de cáncer. 
Desde Marsella cruzó el Mediterráneo dirección Argelia, donde vivían en el exilio parte de su familia. De Orán fue a Sevilla donde, en mayo de 1937, se incorporó al 3.º Regimiento de Artillería ligera del Ejército franquista. 
Después fue trasladado al frente del Norte, a la 3.ª División del Cuerpo del Ejército de Navarra, sector Jaca y, ya como teniente, en 1938, al sector Teruel. A fines de ese mismo año ascendió a capitán y pasó a Zaragoza. En 1939 fue trasladado a Burgos y al frente de Guadalajara. Se licenció del servicio el 31 de mayo de 1939. Durante esos años obtuvo una Medalla Militar colectiva para su Batería (antigua Cruz de San Fernando), la Medalla de Campaña, una placa de la Cruz de Guerra «al Mérito en Campaña» y la Cruz de la Orden del Mérito Militar con distintivo rojo. 

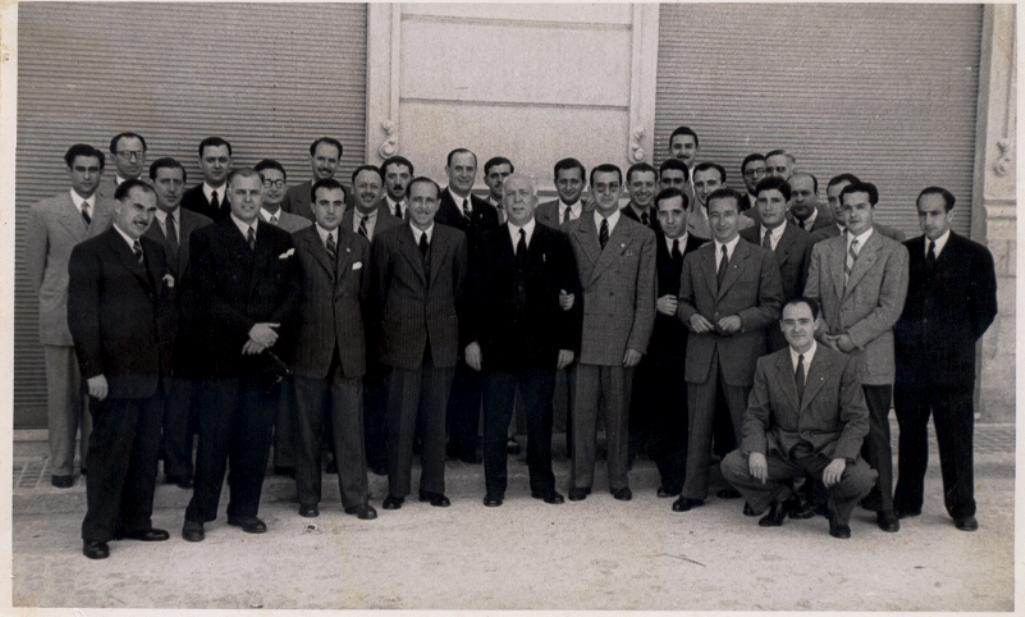
La junta del Colegio de Abogados, con el Decano Pérez Mirete al frente, homenajean al colegiado Manuel Montesinos Gomiz

A su regreso a Alicante fue nombrado delegado provincial de excombatientes y se reincorporó a su plaza en la Diputación. Propietario de tierras en la Huerta de Alicante, al año siguiente fue elegido Secretario del Sindicato de Riegos de la Huerta de Alicante; en 1942 fue nombrado concejal del Ayuntamiento y en 1943, con motivo de la explosión de la Armería El Gato hubo de constituirse una comisión pro damnificados de la que Montesinos fue secretario, pues no pertenecía al gobierno municipal y era letrado-jefe de la Diputación. Pero como representante legal de su madre Balbina Gómiz, que era la propietaria de la Casa Ansaldo y fue afectada gravemente por la explosión, tuvo que presentar solicitud de indemnización como el resto de damnificados. Lo hizo por 4800 pesetas correspondiente al daño causado en sus ajuares domésticos, aunque la Comisión —de la que era secretario— únicamente le concedió 2500 ptas; a título particular Montesinos donó 100 ptas. De la compañía de seguros recibieron 120 000 ptas por la póliza de protección contra incendios del edificio que tenían contratada.
En la década de los años 40 fue vicepresidente del Hércules Club de Fútbol y del Real Club de Regatas (RCRA).

### Alcalde y procurador en Cortes

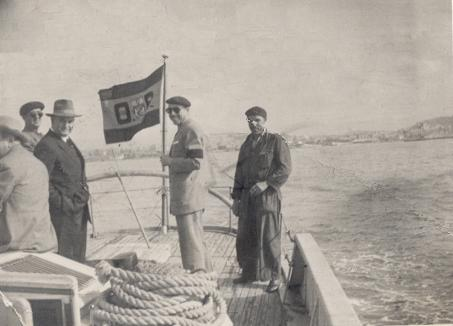
Montesinos rumbo a Tabarca a bordo del remolcador "Próspero Lafarga" - Obras del Puerto.

Desde que en 1946 el gobernador civil Paternina lo propusiera para la alcaldía de Alicante, mantuvo una gran actividad en el consistorio. Durante su mandato se trató de orientar Alicante hacia el turismo desde una perspectiva muy próxima a la de su abuelo y a la del alcalde Lorenzo Carbonell Santacruz, si bien hubo varias actuaciones de carácter social, como el proyecto de reinserción de mendigos en la finca "El Carmen" dentro del parque municipal de El Palmeral o las viviendas sociales del barrio de Los Ángeles, y también otras de carácter organizativo, imperiosas para la ciudad, como la construcción del Mercado de Carolinas (hoy dos barrios diferenciados: Carolinas Altas y Carolinas Bajas), el Puerto de pescadores de la Isla de Tabarca o la municipalización del 'Servicio de Recogida de basuras'. 
Destacamos la construcción de la estación de autobuses (proyecto iniciado por el anterior alcalde), decorada por el pintor Gastón Castelló; la Ordenación del Servicio Público de taxis; la mejora de las comunicaciones ferroviarias con Madrid y Granada, así como las carreteras a la capital de España; se construyó el parque y el hipódromo del castillo de San Fernando; se ganó el litigio sobre la titularidad de la playa del Postiguet y la estación de tren de La Marina, que junto con la obtención del deslinde de la Explanada de España de la denominada “área de influencia” de la Junta de Obras del Puerto, le permitió terminar el proyecto comenzado por su abuelo, el alcalde Gómiz, de recuperación de la fachada marítima. 

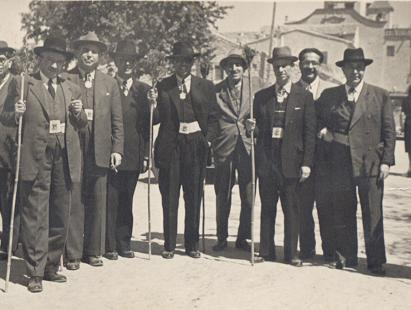
La corporación municipal en la Romería de Santa Faz, el día más importante en la antigua Huerta de Alicante.

Logró una buena sintonía con el ministro de Obras Públicas José María Fernández Ladreda, que comprendió la importancia de Alicante como enclave turístico alejado del concepto de ciudad-cuartel que todavía perduraba en la mente de muchos. Decidió asumir cada una de las propuestas de Montesinos, desde recuperación de la fachada marítima hasta la necesidad de sus comunicaciones, especialmente con Madrid. También fueron importantes sus buenas relaciones con Alberto Martín-Artajo, ministro de Exteriores;  prueba de ello fue que la visita de Eva Perón (Evita) a España comenzó en Alicante. 
Los proyectos estrella de Montesinos, fueron: 1º) el Acuerdo base con la Mancomunidad del Taibilla, por el que se garantizaba el suministro de agua para la ciudad de Alicante en función del número de habitantes, tras unas larguísimas negociaciones; 2º) la complicada transformación y fundación de la Junta Central de Hermandades de la Semana Santa de 

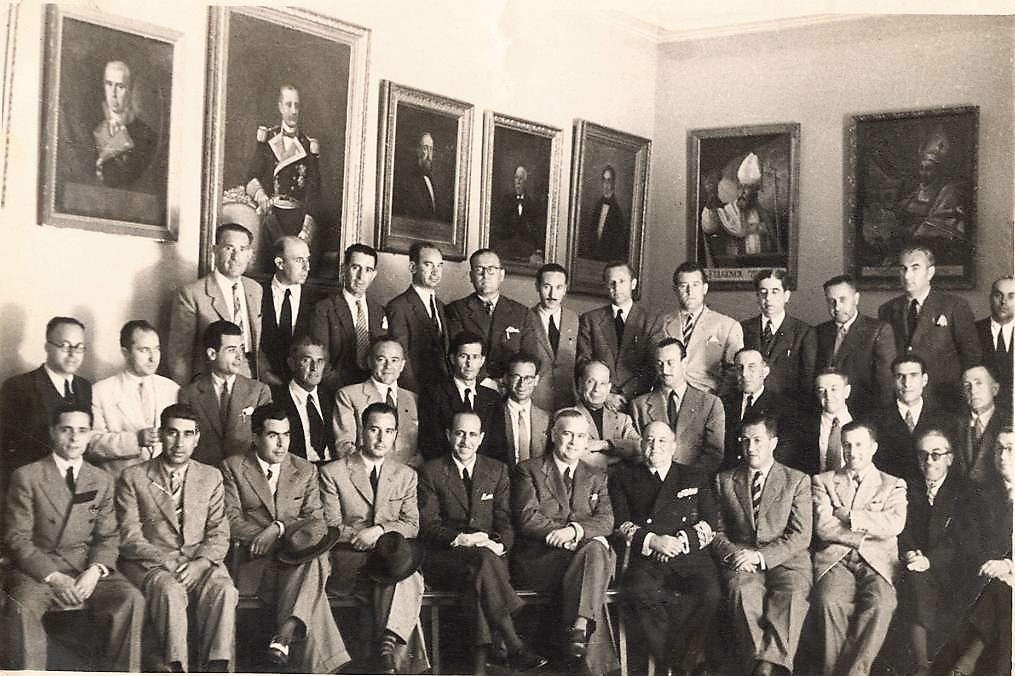
Junta de la mancomunidad del Taibilla tras la firma del provechoso Acuerdo Base (Montesinos en el centro en 1.ª fila)

Alicante, a imitación de la sevillana y de la que fue su Presidente-fundador; y 3º) la culminación de la zona de La Montañeta y del Gobierno civil —proyecto también iniciado por su abuelo Manuel Gómiz que logró que el Congreso aprobara los primeros planos del Ensanche—, pero que no llegó a inaugurar, pues dimitió de todos sus cargos políticos debido al asunto de la Playa de San Juan.  
La pinza que formaron, por un lado, el falangista ministro de Gobernación, Blas Pérez González —que inexplicablemente vetó cualquier actuación municipal en la Playa de San Juan—, y de otro, una mercantil de origen incierto y con sede en Madrid, que contaba con el abogado Máximo Cajal Sarasa como testaferro, impidió cualquier decisión urbanística municipal en la Playa de San Juan, proyecto vital para la ciudad. Llegado a ese punto y harto de los vericuetos del Régimen y de las corrupciones de la costa mediterránea abandonó la alcaldía a cinco escasos meses de la visita de Francisco Franco para la inauguración de la "Plaza del Caudillo". Único alcalde que dimitió en Alicante en una época en la que era "...obligatorio y gratuito" por Ley. El gobernador Aramburu, ante su negativa a regresar, nombró nuevo alcalde poco antes de la visita del jefe del Estado. 

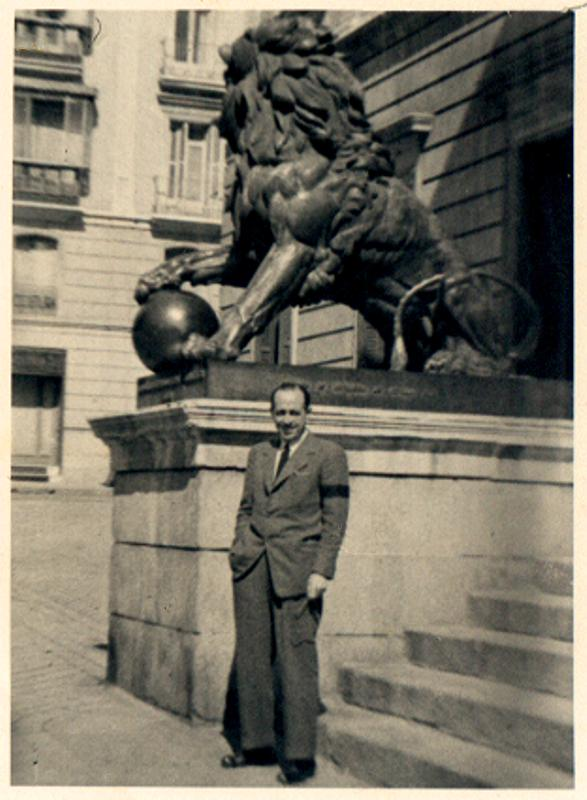
En las Cortes Españolas (Madrid) representando a Alicante.

Su labor como procurador en las Cortes Españolas, ocupa de 1946 a 1949, donde participó, alineado con Adolfo Rodríguez Jurado y de la Hera y los antiguos cedistas, en la proposición de Ley del llamado “Fuero de Justicia”.

### Tras dimitir
En 1948 había fallecido su madre, Balbina Gómiz, de quién heredó una vasta fortuna con muchas deudas, lo que convirtió a Manuel Montesinos en uno de los mayores contribuyentes de Alicante. En 1949, como pago del Impuesto de Sucesiones, entregó al Estado un palacete de su familia, que tenían alquilado a la Hacienda del Estado y que luego fue Escuela de Comercio y a fecha de hoy sede de la Universidad de Alicante (UA) en la capital provincial. Además solicitó las pertinentes licencias al Ayuntamiento para acometer las obras de reconstrucción y ampliación del edificio familiar en 1950, según planos de Juan Vidal Ramos compañero en la Diputación, y hubo de constituir hipoteca sobre el mismo en favor del Banco Hipotecario de España.
En 1949 incluyó el solar materno y finca de veraneo, Casa-Torre de Ansaldo, en el recién creado registro de bienes inmuebles de Patrimonio Histórico y a principios de los años 1950 participó en fundación de la Asociación Española de Amigos de los Castillos.
Fue jefe de la Recaudación ejecutiva de Alicante desde 1950 hasta 1963 y como dijo el alcalde Agatángelo Soler Llorca en su necrológica «era un hombre muy rico al que su dedicación a los demás le empobreció»; resumen de su paso por la jefatura del órgano recaudatorio. 
En 1962 fue nombrado vocal técnico del Instituto Nacional de Previsión (hoy Seguridad Social) en su asamblea provincial, para la Mutualidad de agricultores, y en 1965 vocal de la Comisión fundadora del Patronato del Centro de Estudios Superiores alicantinos, matriz de la Universidad de Alicante.
Por esos años de desarrollismo, en una época de pretendida apertura del franquismo, fue propuesto para presidir la Diputación por el gobernador Felipe Arche, pero rechazó el nombramiento. 
Su intervención en el traslado del colegio de los jesuitas a Vistahermosa fue decisiva y ocupó el cargo de presidente de la Asociación de Antiguos Alumnos del colegio de Santo Domingo y de la Inmaculada de Alicante durante los años 60. 
En 1975 se jubiló como oficial mayor de la Diputación y, tras la muerte de Franco, tuvo como continuador, en esta dinastía de políticos, a su hijo Juan Antonio Montesinos García, fundador de AP y refundador del PP en la Comunidad Valenciana. 
El alcalde Montesinos falleció el 26 de mayo de 1990. A la misa de corpore in sepulto, celebrada en la casa de la familia Montesinos, acudieron diversas autoridades de distinto signo político, entre los que se encontró el presidente de la Diputación, el socialista Antonio Fernández Valenzuela, y su entierro en el cementerio municipal fue presidido por el alcalde —también socialista— José Luis Lassaletta Cano. El funeral se celebró en la Concatedral de San Nicolás de Bari donde preside la patrona de Alicante y se encuentra la capilla de sus antepasados, la familia Ansaldo.